# 李惇
李 惇（り とん、生没年不詳）は、西魏から北周にかけての軍人。字は士宇、あるいは士献。本貫は隴西郡成紀県。

## 経歴
李穆の長男として生まれた。大統4年（538年）、父の功績により安平県侯の爵位を受けた。まもなく車騎大将軍・儀同三司・大都督に任じられ、爵位を公に進めた。宇文泰は功臣の世子たちに略陽公宇文覚の遊び相手をつとめさせたが、李惇はその仲間の中でも特に引きたてられ、たびたび玩具や異域の珍奇な物品を下賜された。小武伯の位を受け、爵位を安楽郡公に進めた。天和3年（568年）、驃騎大将軍・開府儀同三司・鳳州刺史に転じた。父に先立って死去した。大将軍・原霊豳三州刺史の位を追贈された。
子に李筠があった。

## 伝記資料
- 『周書』巻30 列伝第22
- 『隋書』巻37 列伝第2
- 『北史』巻59 列伝第47